# Absalons borg

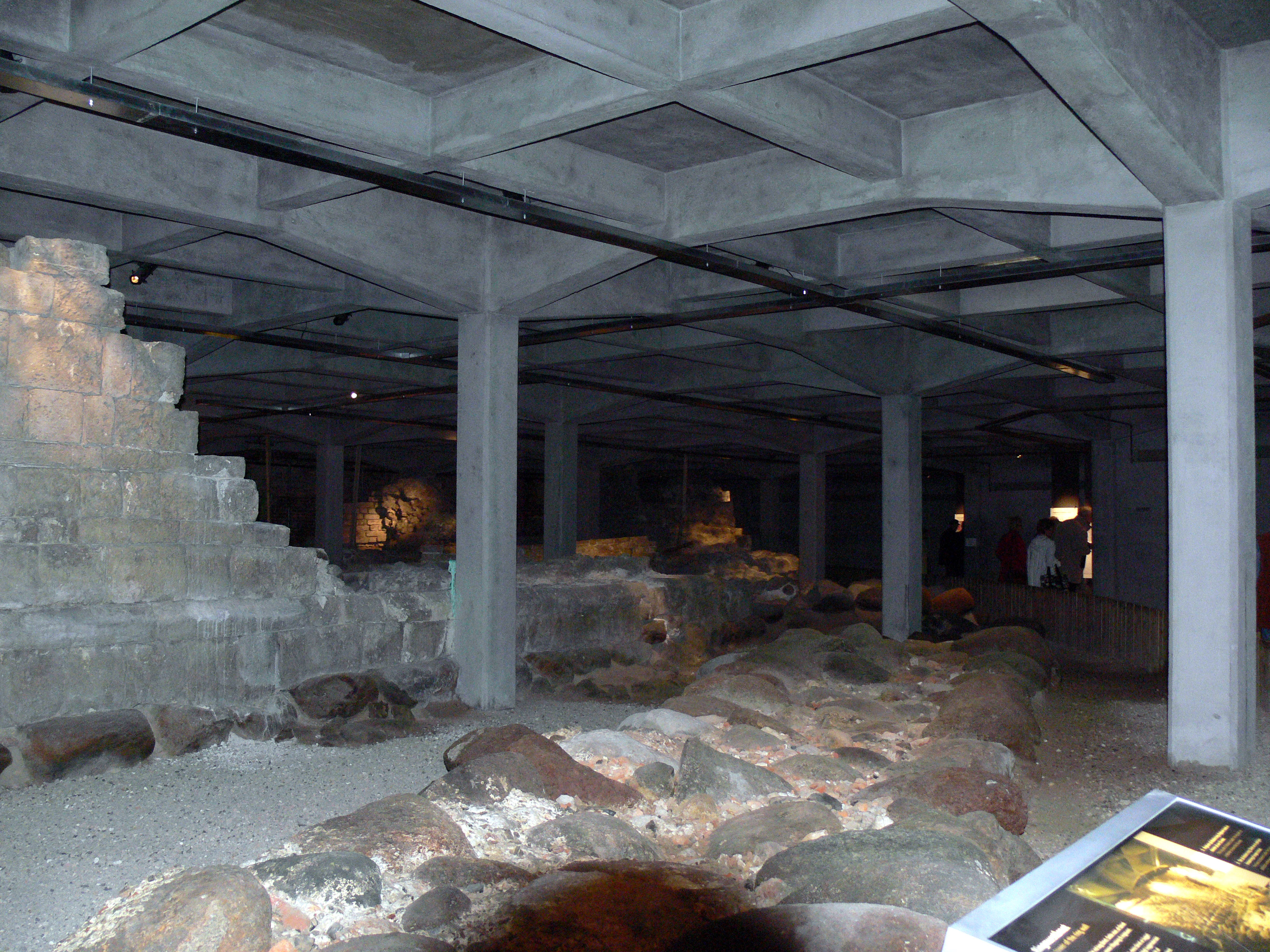
Ruinerna av Absalons slott med en bevarad del av kritstensringmuren till vänster.

Absalons borg var en befästning på Slotsholmen vid Havn på Själland. Den anlades omkring 1170 av biskop Absalon Hvide för Danmarks tryggande mot de söderifrån påträngande venderna.
Sedan Magnus den godes tid hade Havn varit känt som en förträfflig tillflyktsort till skydd mot stormiga vindar och sjörövare samt som en utmärkt landstigningsplats för handelsmän.
Absalon lät bygga en sannolikt upp till fem meter hög tegelstensmur med tinnar och täckt av stenplattor. Bakom muren låg borgen, där han ofta vistades och där en stridsberedd krigarskara ständigt höll vakt. På fastlandet omedelbart norr om biskopsborgen växte Danmarks blivande huvudstad Köpenhamn fram. Vid utgrävningar under 1900-talet påträffades rester av Absalons borg, som ligger under nuvarande Christiansborg och som idag är ett besöksmål.
Hanseförbundet tvingade danskarna att riva Absalons borg 1369. Ovanpå resterna av den nedrivna borgen byggdes det en ny borg, vilken så småningom kom att kallas Köpenhamns slott. Denna var att allt att döma klar åtminstone 1387. 